# セバスチャン・ヴァレ
セバスチャン・ヴァレ・ベラスケス（Sebastian Valle Velasquez, 1990年7月24日 - ）は、メキシコ合衆国シナロア州ロスモチス出身のプロ野球選手（捕手）。右投右打。メキシカンリーグのユカタン・ライオンズ所属。

## 経歴

### プロ入りとフィリーズ傘下時代
2006年10月にフィラデルフィア・フィリーズと契約。
2007年はルーキー級ドミニカン・サマーリーグ・フィリーズで54試合に出場し、2本塁打25打点4盗塁、打率.284だった。
2008年はルーキー級ガルフ・コーストリーグ・フィリーズで48試合に出場し、2本塁打18打点、打率.281だった。
2009年はA級レイクウッド・ブルークロウズで開幕を迎え、41試合に出場したが打率.217と振るわず、6月にA級ウィリアムズポート・ブルークロウズへ降格。A-級では50試合に出場し、6本塁打40打点、打率.307だった。9月にA級レイクウッドへ再昇格し、4試合に出場した。
2010年はA級レイクウッドで117試合に出場し、16本塁打74打点3盗塁、打率.255だった。
2011年はA+級クリアウォーター・スレッシャーズで91試合に出場し、5本塁打40打点、打率.284だった。オフの11月18日にフィリーズとメジャー契約を結び、40人枠に登録された。
2012年はAA級レディング・フィリーズで開幕を迎え、83試合に出場。13本塁打45打点、打率.261の成績で、8月にAAA級リーハイバレー・アイアンピッグスへ昇格。AAA級では22試合に出場し、4本塁打13打点、打率.218だった。
2013年は第3回WBCメキシコ代表に選出された。この年はAA級レディングで98試合に出場し、12本塁打41打点1盗塁、打率.203だった。結局メジャーへ昇格することなく、オフの12月18日にDFAとなり、12月20日にAAA級リーハイバレーへ降格した。
2014年1月8日にスプリングトレーニングに参加することが決まり、4試合に出場したが、2打数無安打1三振に終わった。この年はAAA級リーハイバレーとAA級レディングでプレー。AAA級では38試合に出場し、4本塁打22打点、打率.220だった。オフの11月4日にFAとなった。

### パイレーツ傘下時代
2014年12月1日にピッツバーグ・パイレーツとマイナー契約を結んだ。2015年11月6日にFAとなった。

### ヤンキース傘下時代
2015年12月17日にニューヨーク・ヤンキースとマイナー契約を結び、翌年のスプリングトレーニングに招待選手として参加することになった。
2016年3月11日に第4回WBC予選のメキシコ代表に選出されたことが発表され、2大会連続2度目の選出を果たした。同大会ではメキシコ代表は本戦出場を決めている。
オフの10月18日に「侍ジャパン 野球オランダ代表 野球メキシコ代表 強化試合」のメキシコ代表に選出された。11月7日にFAとなった。

### マリナーズ傘下時代
2016年12月1日にシアトル・マリナーズとマイナー契約を結び、翌年のスプリングトレーニングに招待選手として参加することになった。2017年7月8日にFAとなった。

### メキシカンリーグ時代
2017年7月11日にメキシカンリーグのユカタン・ライオンズと契約を結んだ。

## 詳細情報

### 代表歴
- 2013 ワールド・ベースボール・クラシック・メキシコ代表
- 2017 ワールド・ベースボール・クラシック予選 メキシコ代表
- 2017 ワールド・ベースボール・クラシック・メキシコ代表